# Hubert Kós

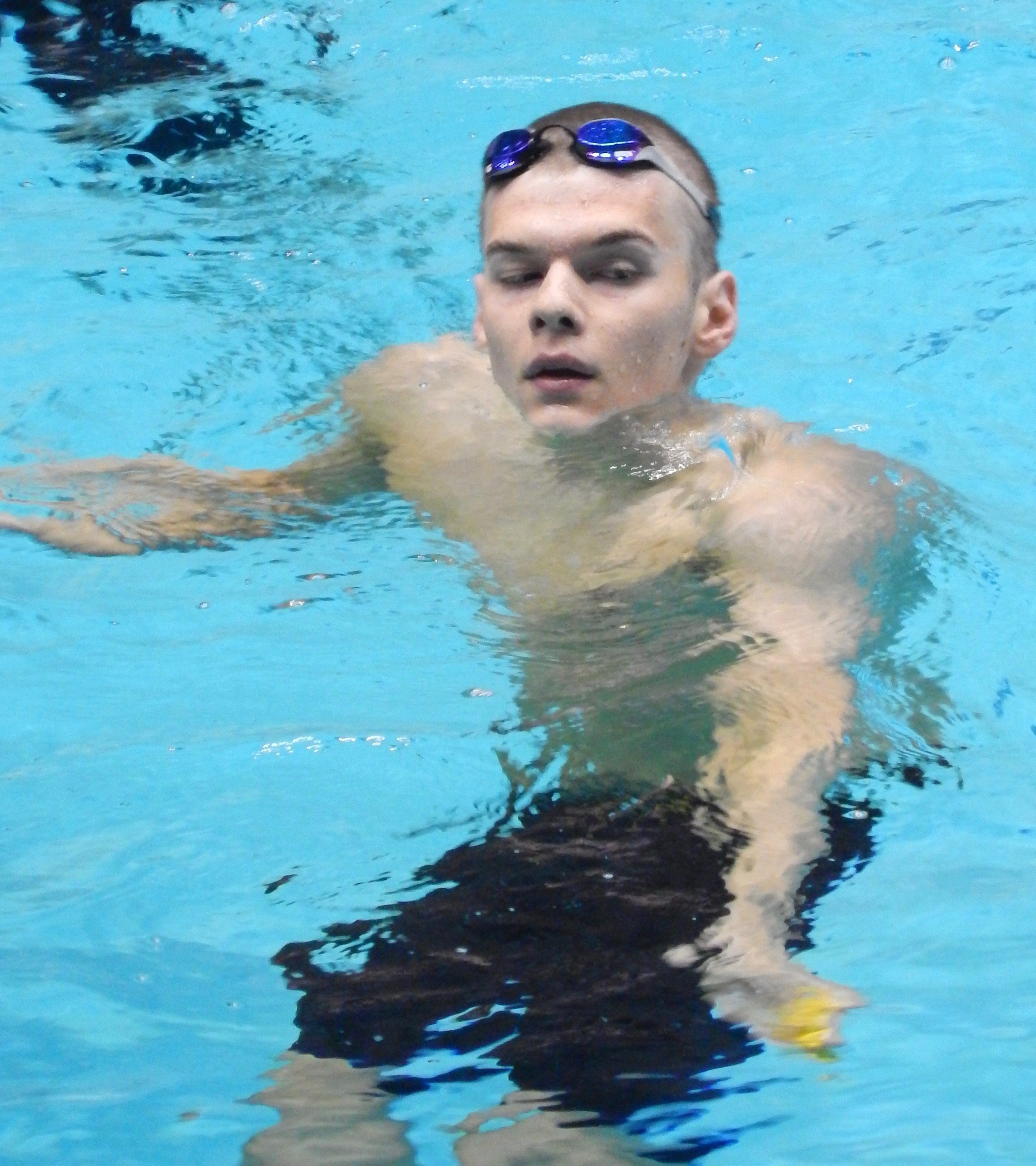
Hubert Kós im März 2023

Hubert Kós (* 28. März 2003 in Telki, Komitat Pest) ist ein ungarischer Schwimmer. 2024 wurde er Olympiasieger. Er gewann bis 2024 bei Weltmeisterschaften einmal Gold und bei Europameisterschaften dreimal Gold.

## Sportliche Karriere
Hubert Kós nahm 2018 an den Junioreneuropameisterschaften in Finnland teil, seine beste Platzierung war der 15. Rang über 400 Meter Lagen. 2019 wurde er bei den Juniorenweltmeisterschaften Vierter mit der 4-mal-100-Meter-Lagenstaffel.
2021 bei den Europameisterschaften in Budapest wurde Kós Fünfter über 200 Meter Lagen, nachdem er im Halbfinale in 1:56,99 Minuten einen Juniorenweltrekord aufgestellt hatte. Bei den Olympischen Spielen in Tokio schied Kós über 200 Meter Lagen mit 1:58,47 Minuten als 20. der Vorläufe aus. Die ungarische 4-mal-100-Meter-Lagenstaffel mit Richárd Bohus, Tamás Takács, Hubert Kós und Péter Holoda schwamm die 13. Vorlaufzeit. Im November 2021 fanden die Kurzbahneuropameisterschaften in Kasan statt. Kós wurde Vierter über 200 Meter Lagen mit 0,12 Sekunden Rückstand auf den drittplatzierten Italiener Alberto Razzetti. Über 400 Meter Lagen siegte der Russe Ilja Borodin vor Razzetti, Kós wurde Dritter mit über einer Sekunde Vorsprung auf den Viertplatzierten.
Bei den ungarischen Meisterschaften gewann Kós 2022 über 200 Meter Rücken und über 200 Meter Lagen und belegte den zweiten Platz über 400 Meter Lagen und über 100 Meter Schmetterling. Im Juni 2022 bei den Weltmeisterschaften in Budapest schied Kós über 400 Meter Lagen als Zwölfter der Vorläufe aus. Über 200 Meter Lagen wurde er Sechster mit zwei Sekunden Rückstand auf den Sieger Léon Marchand aus Frankreich. Anderthalb Monate später bei den Europameisterschaften in Rom wurde Kós Vierter über 400 Meter Lagen mit 0,48 Sekunden Rückstand auf den Drittplatzierten. Über 200 Meter Rücken erreichte Kós das Finale und wurde Achter. Über 100 Meter Schmetterling verpasste Kós als Vierter den dritten Platz um 0,11 Sekunden. Schließlich siegte er über 200 Meter Lagen mit 0,1 Sekunden Vorsprung vor Alberto Razzetti.
Im Juli 2023 bei den Weltmeisterschaften in Budapest sollte Kós in vier Einzeldisziplinen und in einer Staffel antreten, zog aber zweimal zurück. Mit der 4-mal-100-Meter-Freistilstaffel schied er als 11. der Vorläufe aus. Über 100 Meter Rücken erreichte er das Finale und belegte den siebten Platz, wobei alle Schwimmer innerhalb einer Sekunde anschlugen. Über 200 Meter Rücken war Kós in Vorlauf und Halbfinale jeweils Drittschnellster. Im Endlauf gewann er mit 0,69 Sekunden vor Titelverteidiger Ryan Murphy aus den Vereinigten Staaten.
Bei den Europameisterschaften 2024 in Belgrad gewann Kós Bronze mit der 4-mal-100-Meter-Mixed-Lagenstaffel und Gold mit der 4-mal-100-Meter-Mixed-Freistilstaffel, wobei Kós in beiden Fällen nur im Finale eingesetzt wurde. Hinzu kam eine Silbermedaille in der 4-mal-200-Meter-Freistilstaffel. Über 100 Meter Schmetterling wurde er Zweiter hinter seinem Landsmann Kristóf Milák. Schließlich gewann Kós noch Einzelgold über 200 Meter Lagen.
Einen Monat nach den Europameisterschaften fanden die Olympischen Spiele in Paris statt. Die 4-mal-100-Meter-Freistilstaffel mit Nándor Németh, Szebasztián Szabó, Ádám Jászó und Hubert Kós belegte den achten Platz. Über 100 Meter Rücken schwamm Kós die schnellste Vorlaufzeit. Im Halbfinale war er 0,2 Sekunden langsamer als im Vorlauf und verfehlte den Finaleinzug um 0,04 Sekunden. Über 200 Meter Rücken war Kós Viertschnellster im Vorlauf und Schnellster im Halbfinale. Im Finale gewann er mit 0,56 Sekunden Vorsprung vor dem Griechen Apostolos Christou.